# Ivo Miljković
Ivo Miljković (Trnovica kraj Dubrovnika, 2. travnja 1932.) – Zagreb, 29. listopada 2023.), hrvatski agronom, stručnjak FAO-a za maslinarstvo i lupinasto voće.

## Životopis
Rođen je u Trnovici kod Dubrovnika. U Zagrebu je studirao na Poljoprivredno-šumarskom fakultetu na kojem je i doktorirao. U Bariju na Međunarodnom centru za visoke studije poljoprivrede Sredozemlja u Bariju i na Sredozemnom agronomskom institutu u Montpellieru završio je završio poslijediplomski studij. Na matičnom fakulteu je bio izvanredni i redoviti profesor (od 1982.) godine. Predavao je i na Poljoprivrednom fakultetu u Osijeku, Agronomskom fakultetu u Mostaru i Veleučilištu u Požegi. Također je bio gostom profesorom predavajući na više europskih sveučilišta. U mirovinu je otišao 1999. godine.